# 衝突礦石
衝突礦石是指在武裝衝突和侵犯人權的情況下所開採的礦物，特別是指在剛果民主共和國東部省份，由剛果政府軍和其他許多武裝叛亂集團，諸如盧安達民主解放力量（FDLR）、保衛人民國家議會（CNDP）所控制的礦場所開採的資源。掠奪剛果自然資源的，不僅只有剛果的國內人士，在戰爭中，特別是烏干達、盧安達和蒲隆地等國，也透過剛果的資源而獲利。如今這些國家的政府單位仍然持續走私剛果的資源，從這些資源所得的利潤，用於支持第二次刚果战争上，且掌控具有豐厚礦藏的地點成為戰爭的重點之一。常見的礦藏包括錫石、黑鎢、鈳鉭鐵礦和黃金，這些礦物產自剛果東部，經過多重的供應商後，進入各家電子產品公司。這些礦物原料是日常生活所使用的設備不可或缺的要件，例如手機、手提電腦和MP3播放器都含有這類礦物。

## 礦脈
這些礦脈區通常位於遠離人口集中的偏遠地區，四週交通不便且不安全。國際和平資訊服務組織（IPIS）的研究指出，超過50%的礦區周圍都有武裝集團布署。這些武裝集團，在許多礦區周圍，非法收稅、敲詐，和迫使人民工作。礦工的輪班工作高達48小時，童工也一樣，礦坑坍塌致使多人死亡。這些控制礦場的集團多與武裝叛亂集團或與剛果民政府軍有關，他們透過暴力和強迫的手段，控制當地的人民。

## 礦石
鈳鉭鐵礦是一種礦石，可提煉鉭。鉭是鉭質電容器的主要原料之一，用在需要有高效能、小體積和高信度的設備上，例如助聽器、心律調節器，汽車的安全氣囊、GPS、點火裝置和防鎖死煞車系統，到手提電腦、手機、遊戲機、數位相機等。 其碳化型式，鉭具有硬度高和耐磨的特性，因此，它也被用引擎、渦輪葉片、鑽頭、磨具和其他工具上。
錫石是煉錫的主要原料。錫可用來製作罐頭和電子產品的焊料，也可用來製成抗菌劑、抗真菌劑，或是製成四丁基錫，作為聚氯乙烯和高級塗料的原料。
黑鎢是鎢的主要來源。鎢是一種高密度的金屬，利用這種特性，此種金屬被用於釣具配重錘、飛鏢頭和高爾夫球桿桿頭。
黃金被用於珠寶、電子產品和牙科產品上。
以上四種金屬又合併簡稱為3TG。

## 供應鏈
礦物由剛果東部開採出來後，經過多次轉手，運出剛果，經過鄰近的烏干達或蒲隆地，送達東亞的加工廠。有鑑於此，美國的衝突礦石法適用的礦石禁用來源國包括了剛果民主共和國，和其周邊的9個國家，包括安哥拉、蒲隆地、中非共和國、剛果共和國、烏干達、蘇丹、坦尚尼亞、盧安達和贊比亞。

## 參看
- 血鑽